# Jennette Arnold
Jennette Arnold, née en février 1949, est une femme politique travailliste qui préside l'Assemblée de Londres pendant cinq mandats. Depuis 2014, Arnold représente la circonscription du Nord-Est, comprenant les arrondissements londoniens de Hackney, Islington et Waltham Forest.

## Biographie
Né à Montserrat, Arnold suit une formation d'infirmier. Elle travaille ensuite comme agente des relations industrielles et comme directrice régionale des services et conseillère spéciale (égalité) auprès du secrétaire général du Royal College of Nursing. Elle travaille ensuite en tant qu'associée pour le conseil en développement organisationnel, Beacon Associates .
Arnold est élue au conseil d'Islington en 1994, pour finalement faire un mandat de maire adjoint. Lors de la création de l'Autorité du Grand Londres en 2000, elle est inscrite sur la liste Labour de Londres pour l'Assemblée de Londres, mais n'est pas élue. À la suite de la démission de David Lammy provoquée par son élection en tant que député, Arnold, en tant que suivante sur la liste du Labour, devient membre de l'Assemblée à l'échelle de Londres en juillet 2000. Elle est par la suite choisie comme candidate travailliste pour la circonscription du Nord-Est et élue aux élections de 2004 à l'Assemblée.
Jennette Arnold est actuellement présidente de l'Assemblée de Londres, son cinquième mandat en tant que présidente de l'Assemblée . Elle est la principale porte-parole du London Assembly Labour Group sur l'éducation et présidente du London Assembly's Education Panel . Arnold a précédemment présidé le groupe de stratégie culturelle pour Londres, jouant un rôle dans la réalisation des Jeux olympiques et paralympiques de 2012 à Londres . Elle siège également au Comité de développement économique et social de l'Assemblée et est membre de la Metropolitan Police Authority.
Pendant son temps à l'Assemblée, Arnold fait campagne sur des questions telles que l'éducation pour les jeunes ayant des besoins éducatifs spéciaux et des handicaps (SEND)  et l'amélioration des services sur la ligne Gospel Oak à Barking ,. Elle mène également une vaste campagne sur l'éradication des mutilations génitales féminines (MGF) , citant souvent le fait d'avoir été témoin d'une victime de MGF pendant qu'elle était étudiante infirmière comme ce qui l'a incitée à agir .
En 2007, Arnold est répertoriée par le journal New Nation comme l'une des 50 femmes noires les plus influentes de Grande-Bretagne.
Membre de la délégation britannique au Comité européen des régions, Arnold est actuellement: membre du conseil du Royal Court Theatre ; gouverneur du Musée de Londres ; gouverneur de la Sadler's Wells Theatre Foundation, mécène de la Victoria Climbie Foundation et ancienne présidente du Stephen Lawrence Charitable Trust 
Lors de l'élection à la direction du Parti travailliste de 2015, Arnold soutient Jeremy Corbyn.
En janvier 2019, Arnold annonce qu'elle ne se présenterait pas aux élections de l'Assemblée de Londres de 2020 . Cependant, avec le report des élections de l'Assemblée de Londres de 2020, elle continue en tant que membre mais est remplacée à la présidence par Navin Shah .